# Ann Grossman
Ann Grossman-Wunderlich (13 de octubre de 1970) es una tenista profesional retirada de la actividad.
Grossman nació en Estados Unidos. Compitió en torneos de la WTA de 1987 a 1998. En dos oportunidades alcanzó la cuarta ronda en el Torneo de Roland Garros y en una ocasión la del US Open. Su ranking más alto fue Nro. 29 en sencillos y Nro. 31 en dobles. Durante su carrera registró victorias ante rivales de peso como Martina Navratilova, Mary Joe Fernández y Zina Garrison, retirándose con un récord de 185–185. Obtuvo la medalla de plata en los Juegos Panamericanos de Mar del Plata en 1995.

## Finales

### WTA Singles (7 finales)
| Resultado | N.º | Año  | Torneo      | Superficie | Oponente          | Marcador      |
| --------- | --- | ---- | ----------- | ---------- | ----------------- | ------------- |
| Finalista | 1.  | 1988 | San Diego   | Dura       | Stephanie Rehe    | 6–1, 6–1      |
| Finalista | 2.  | 1990 | Estrasburgo | Arcilla    | Mercedes Paz      | 6–2, 6–3      |
| Finalista | 3.  | 1992 | Taiwán      | Dura       | Shaun Stafford    | 6–1, 6–3      |
| Finalista | 4.  | 1993 | Malasia     | Dura       | Nicole Bradtke    | 6–3, 6–2      |
| Finalista | 5.  | 1993 | Yakarta     | Dura       | Yayuk Basuki      | 6–4, 6–4      |
| Finalista | 6.  | 1993 | Puerto Rico | Dura       | Linda Harvey-Wild | 6–3, 5–7, 6–3 |
| Finalista | 7.  | 1994 | Los Ángeles | Dura       | Amy Frazier       | 6–1, 6–3      |

### WTA Dobles (1 victoria)
| Año  | Torneo      | Compañera     | Superficie | Oponentes en la final        | Marcador de la final |
| ---- | ----------- | ------------- | ---------- | ---------------------------- | -------------------- |
| 1993 | Puerto Rico | Debbie Graham | Dura       | Gigi Fernández/Rennae Stubbs | 5-7, 7-5, 7-5        |

### WTA Finales en Dobles (2)
| Año  | Torneo       | Compañera           | Superficie | Oponentes en la final           | Marcador en la final |
| ---- | ------------ | ------------------- | ---------- | ------------------------------- | -------------------- |
| 1991 | Taranto      | Laura Golarsa       | Arcilla    | Florencia Labat/Alexia Dechaume | 6–2, 7-5             |
| 1993 | Indian Wells | Patricia Hy-Boulais | Dura       | Helena Suková/Rennae Stubbs     | 6–3, 6–4             |